# Gmina Daszyna
Die Gmina Daszyna ist eine Landgemeinde im Powiat Łęczycki der Woiwodschaft Łódź in Polen. Ihr Sitz ist das gleichnamige Dorf.

## Gliederung
Zur Landgemeinde Daszyna gehören 20 Dörfer mit einem Schulzenamt:
| Daszyna Drzykozy Gąsiorów Jabłonna Jacków Jarochów Jarochówek | Koryta (1943–1945 Krippenfeld) Krężelewice Łubno Mazew (1943–1945 Masau) Mazew-Kolonia Nowa Żelazna Nowy Sławoszew | Osędowice Rzędków Siedlew Stara Żelazna Stary Sławoszew Upale |

Weitere Ortschaften der Gemeinde sind Goszczynno, Janice, Karkoszki, Lipówka, Miroszewice, Ogrodzona, Opiesin (1943–1945 Opschin), Skrzynki, Walew (1943–1945 Walenberg), Zagróbki, Zieleniew und Żabokrzeki.